# Bereleu
Bereleu (Bareleu) ist ein osttimoresischer Suco im Verwaltungsamt Lequidoe (Gemeinde Aileu).

## Geographie
Der Suco Bereleu liegt im Zentrum des Verwaltungsamts Lequidoe. Östlich liegt der Suco Faturilau, westlich die Sucos Acubilitoho und Betulau. Im Norden grenzt Bereleu an das Verwaltungsamt Remexio mit seinem Suco Hautoho, im Süden an das zur Gemeinde Ainaro gehörende Verwaltungsamt Maubisse mit seinem Suco Maulau und im Südosten an das zur Gemeinde Manufahi gehörende Verwaltungsamt Turiscai mit seinem Suco Caimauc. Den Norden von Bereleu durchquert der Fluss Pahikele, der später in den im Suco entspringenden Orlaquru mündet. Die Nordgrenze bildet der Coioiai, an der Grenze zu Betulau fließt der Manufonibun und der Südgrenze folgt der Daisoli. Alle Flüsse gehören zum System des Nördlichen Laclós. Der Suco Bereleu teilt sich in die fünf Aldeias Berelau, Lebumetan (Lebometa), Lebutu (Leubutu), Riamori und Tataresi.
Bei der Gebietsreform 2015 wurden die Grenzen zu Faturilau und Acubilitoho neu gezogen. Bereleus Fläche verkleinerte sich von 26,68 km² auf 15,80 km².
Noch zu den Parlamentswahlen in Osttimor 2007 mussten die Wahlurnen zum Wahllokal im Sitz des Sucos mit Trägern und Pferden gebracht und wieder abgeholt werden, da größere Straßen als Verbindung zur Außenwelt fehlten. Heute führt durch den Norden eine Straße, von denen einige Pisten abgehen. Nur zur Aldeia Riamori führt bis heute keine Straße. An der Hauptstraße liegen die Dörfer Bereleu Foun, Lebumetan, Berkate und Lebutu. Südwestlich liegt der Ort Bereleu und im Süden Riamori, dessen Häuser weitverstreut sind. In Lebumetan gibt es einen Hubschrauberlandeplatz, in Bereleu und Lebutu jeweils eine Grundschule.

## Einwohner

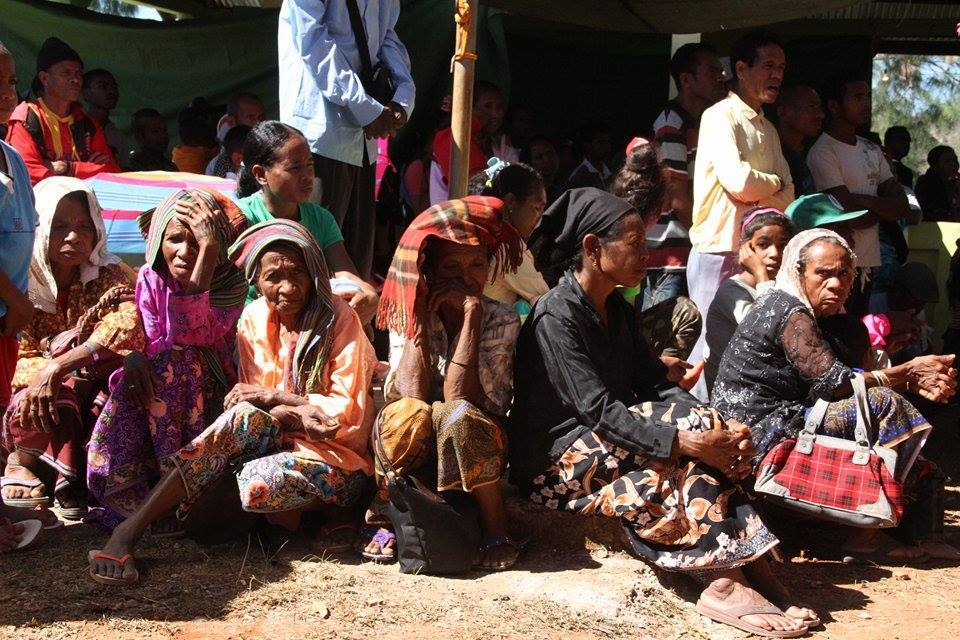
Frauen in Bereleu (2016)

In Bereleu leben 1.328 Einwohner (2022), davon sind 703 Männer und 625 Frauen. Im Suco gibt es 257 Haushalte. Über 95 % der Einwohner geben Mambai als ihre Muttersprache an. Eine kleine Minderheit spricht Tetum Prasa.

## Geschichte
Am 30. August 1976 kam in Madabate der stellvertretende Minister für Arbeit und Soziales Guido Valadares zusammen mit drei weiteren Männer ums Leben. Er wurde am übernächsten Tag in Bereleu beerdigt.

## Politik

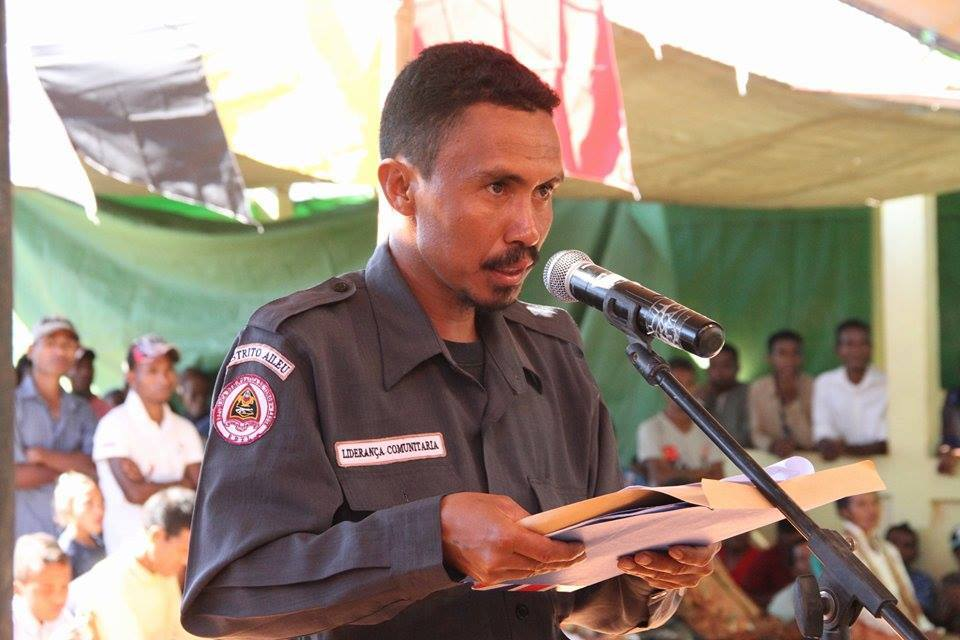
Sebastião de Jesus (2016)

Bei den Wahlen von 2004/2005 wurde Martinho Rodrigues zum Chefe de Suco gewählt. Bei den Wahlen 2009 gewann Sebastião de Jesus und wurde 2016 bestätigt.